# 城关街道 (北票市)
城关街道，是中华人民共和国辽宁省朝阳市北票市下辖的一个乡镇级行政单位。

## 行政区划
城关街道下辖以下地区：
西大桥社区、五工村社区、桃园社区、振兴社区、工会社区、寰宇社区、北大桥社区和保铁社区。